# Jarnages
Jarnages là một xã và thủ phủ của tổng trong tỉnh Creuse thuộc vùng Nouvelle-Aquitaine nước Pháp. Xã này nằm ở khu vực có độ cao trung bình 460 mét trên mực nước biển.

## Địa lý
Thị trấn có cự ly khoảng 10 dặm (16 km) về phía đông của Guéret, tại giao lộ các tuyến đường D65, D13 và tuyến đường D990. Tuyến đường N145 tạo thành ranh giới phía bắc thị trấn.

## Dân số
| 1962                                                         | 1968 | 1975 | 1982 | 1990 | 1999 | 2007 |
| ------------------------------------------------------------ | ---- | ---- | ---- | ---- | ---- | ---- |
| 505                                                          | 512  | 473  | 470  | 449  | 408  | 506  |
| Số liệu điều tra dân số từ năm 1962: Dân số chỉ tính một lần |      |      |      |      |      |      |

## Địa điểm nổi bật

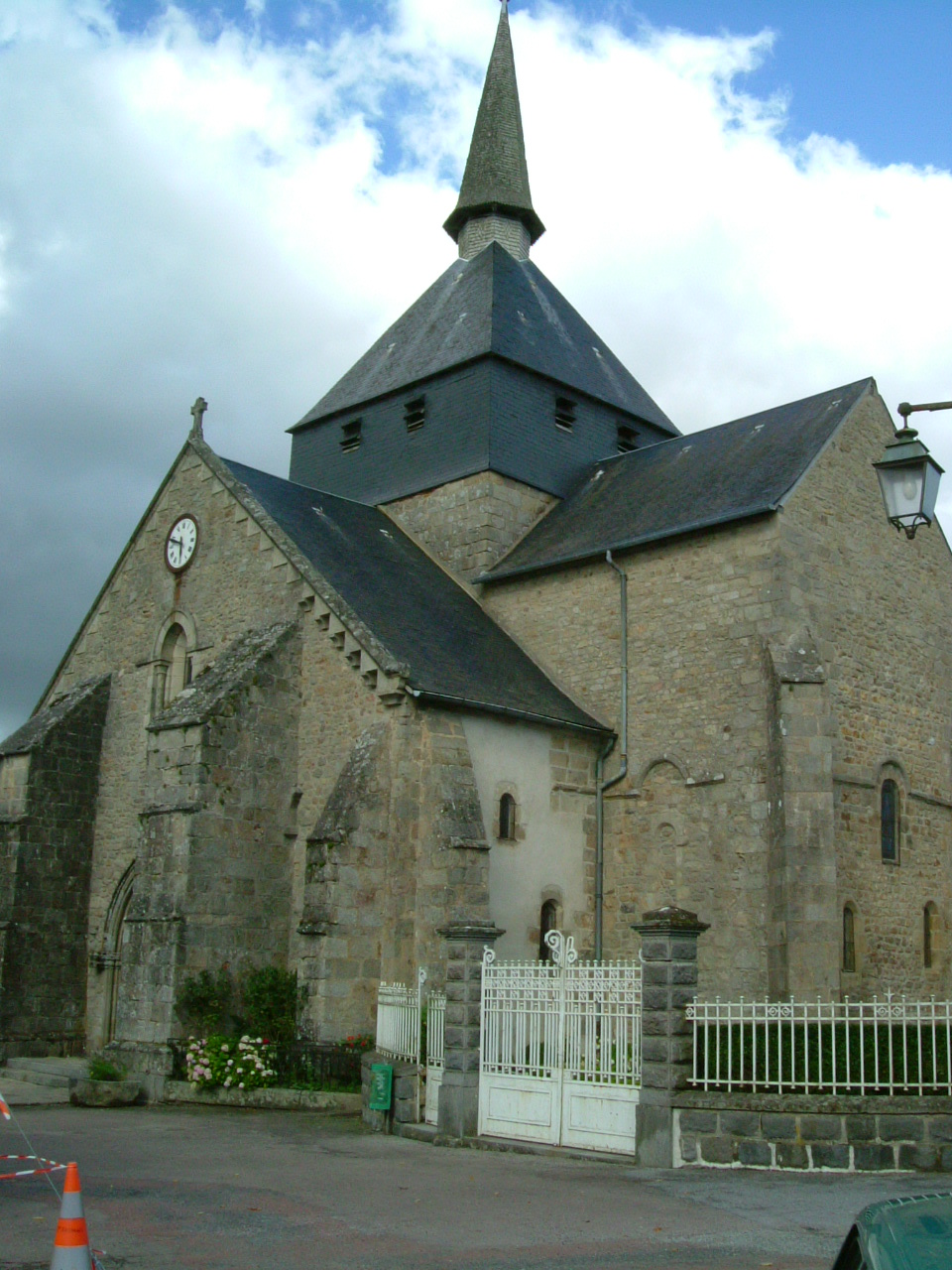
Nhà thờ ở Jarnages

- Nhà thờ St.Pierre, từ thế kỷ 12.